# Marmagne (Côte-d'Or)

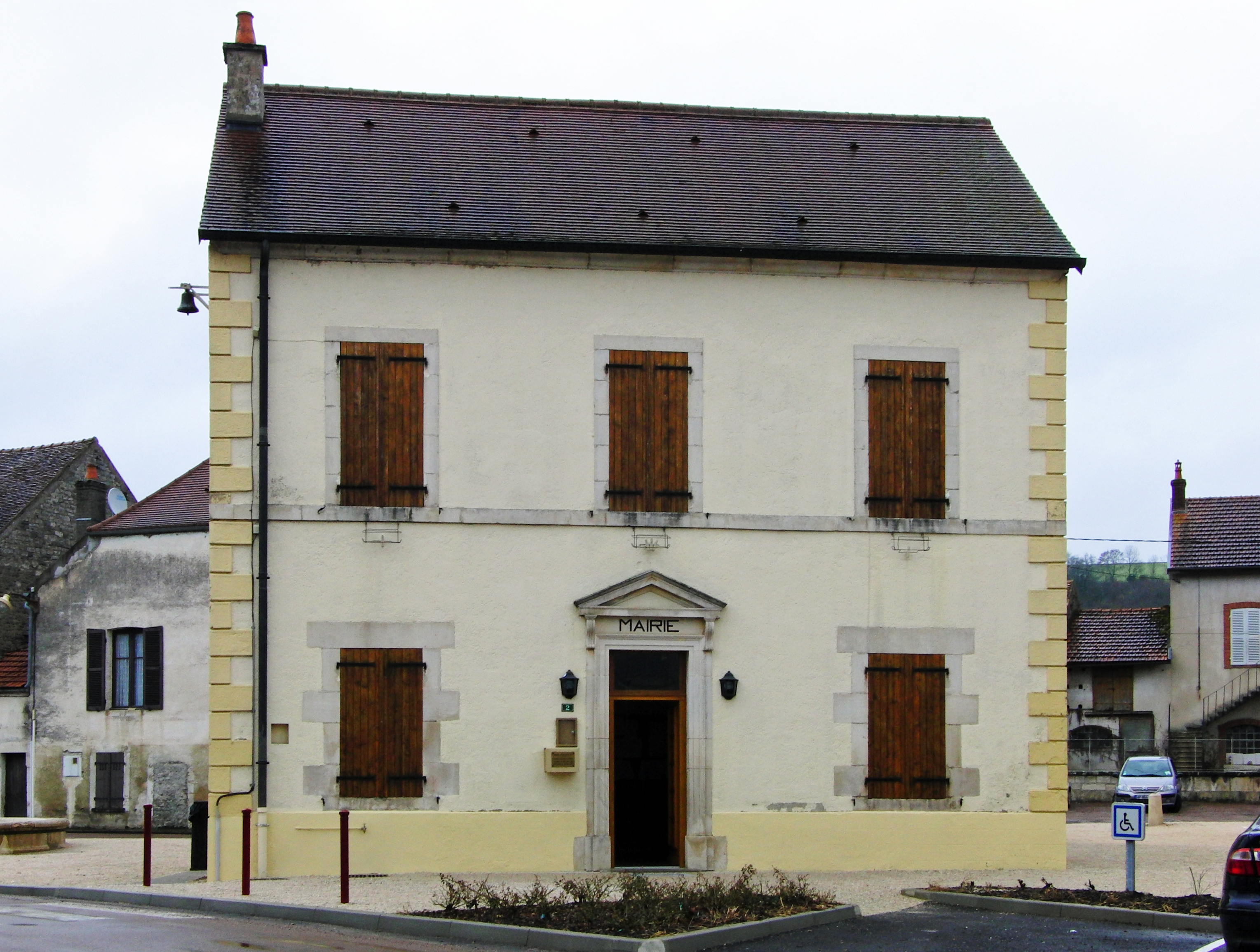
Gemeentehuis van Marmagne

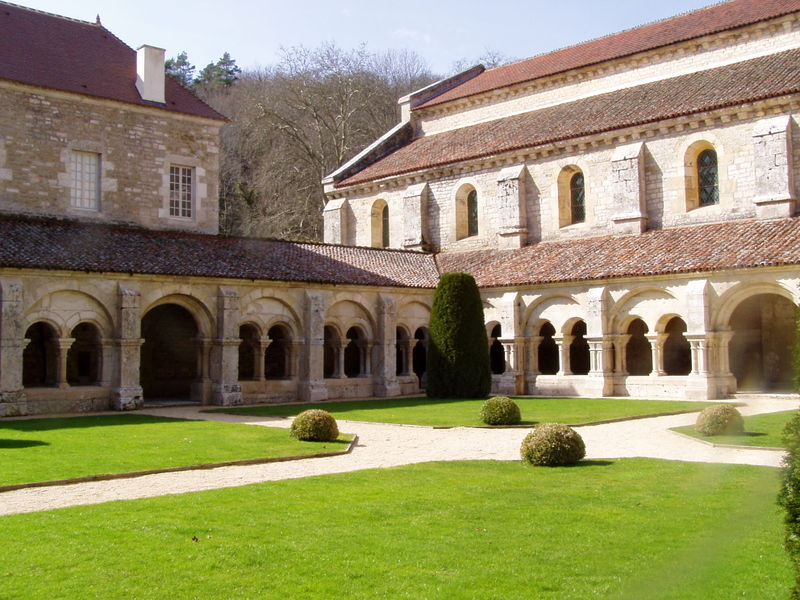
Pandhof van de abdij van Fontenay

Marmagne is een gemeente in het Franse departement Côte-d'Or (regio Bourgogne-Franche-Comté) en telt 299 inwoners (1999). De plaats maakt deel uit van het arrondissement Montbard.

## Geografie
De oppervlakte van Marmagne bedraagt 12,8 km², de bevolkingsdichtheid is 23,4 inwoners per km².
De onderstaande kaart toont de ligging van Marmagne (Côte-d'Or) met de belangrijkste infrastructuur en aangrenzende gemeenten.

## Demografie
Onderstaande figuur toont het verloop van het inwonertal (bron: INSEE-tellingen).

## Bezienswaardigheden
Op het grondgebied van de gemeente ligt de voormalige cisterciënzer abdij van Fontenay, waarvan de monumentale gebouwen uitzonderlijk goed bewaard bleven.